# Buda sentado de Gandara
O Buda sentado de Gandara é uma antiga estátua de Buda descoberta no sítio Jamal Garhi no antigo Gandhara no moderno Paquistão, que data do século II ou III d.C. Hoje está na sala 33 do Museu Britânico.  As estátuas do "iluminado" não foram feitas até o século I dC, antes que o Buda fosse representado por símbolos anicônicos. Como outras obras gandaranas, ou arte greco-budista, a estátua mostra influência da arte grega antiga, já que a região fazia parte do Reino Greco-Báctrio estabelecida por Alexandre o Grande.

## Descrição
A estátua foi esculpida em xisto, permitindo a confecção de detalhes muito finos, até mesmo para mostrar unhas. A pose, que se tornaria uma das mais muitas diferentes feitas, mostra Buda como um professor que ajusta a roda do Darma em movimento Dharmachakra Mudrā (Iconografia da Gautama Buda na Tailândia e no Laos ). Buda fez isso seguindo sua iluminação e depois de entregar seu primeiro sermão no parque de cervos em Saranate perto de Varanasi em Uttar Pradesh. A estátua foi feita no século II ou III d.C e, embora Buda tenha vivido no século IV a.C, essa ainda é uma das primeiras estátuas. As estátuas do "iluminado" não foram feitas até o século I dC. Durante os primeiros quatrocentos anos após a sua morte, o Buda fora representado apenas por símbolos, tais como a pegada de seu pé.
Essa estátua foi usada como a inspiração de um programa da BBC Radio 4 na série chamada A História do Mundo em 100 Objetos em maio de 2010. O programa discutiu as mudanças culturais que permitiram que Buda fosse representado por estátuas em vez de símbolos, como ocorria anteriormente. 
A figura do Buda é mostrada sobre uma almofada sobre um trono ou plataforma. Na frente do trono, há figuras muito menores de um bodisatva com um turbante Peshawari e um halo, ladeado por figuras ajoelhadas de um homem e uma mulher provavelmente representando um casal que pagou e execução da estátua. 

## Estátuas similares
Há uma estátua similar esculpida em xisto preto na galeria de arte da Universidade Yale  Outra estátua comparável foi vendida por Christie's em setembro de 2009 por US$ 218.500. Essa estátua datava do mesmo tempo e lucal e tinha 26 polegadas de altura. Esses tipos Buda são amplamente considerados como sendo os mais raros de todas as esculturas budistas e, apesar de toda a iconoclastia, podem ser encontrados nos museus da França, Alemanha, Japão, Coreia, China, Índia e Afeganistão, bem como aqueles que ainda se encontram no  Paquistão. 

## Galeria

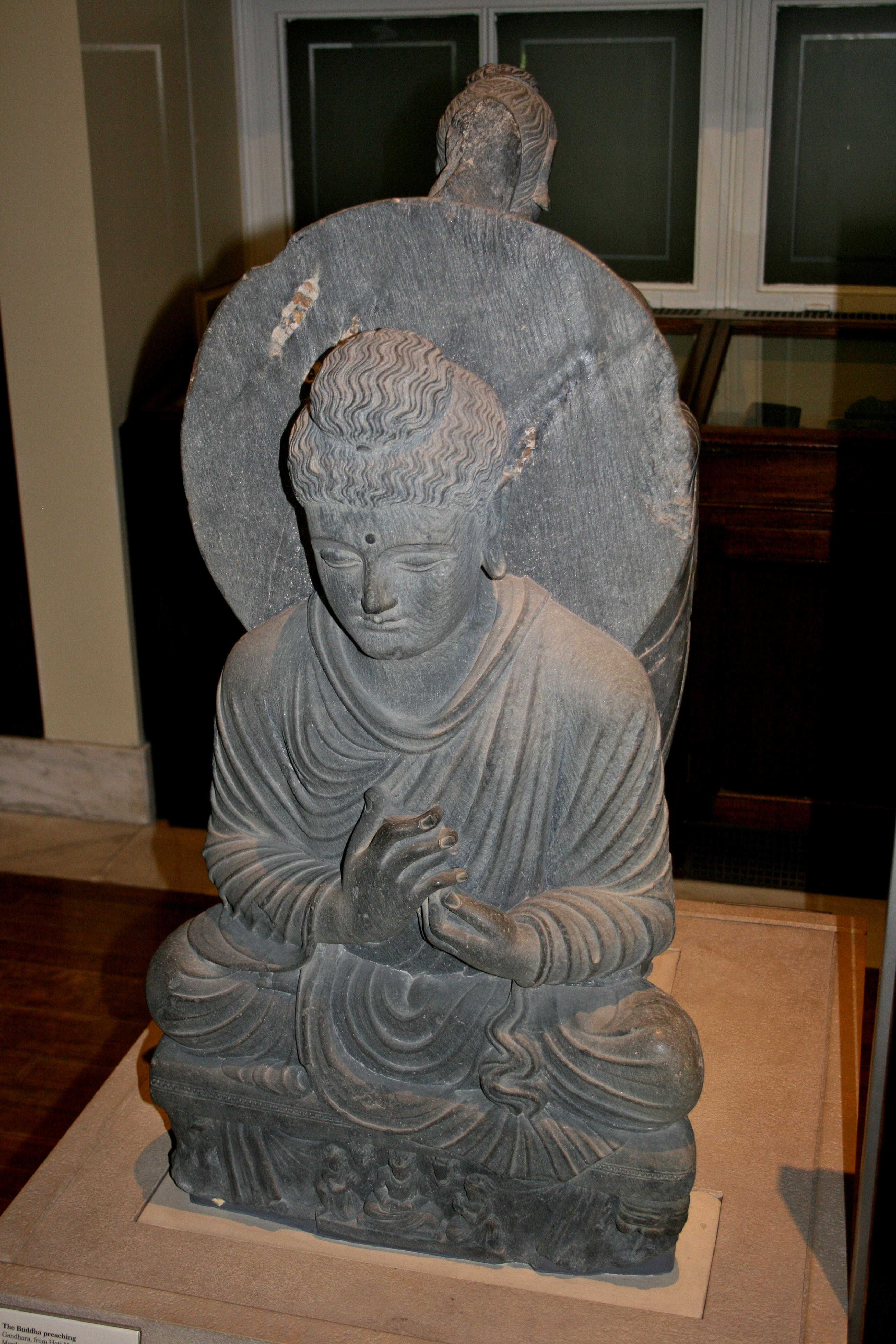
Outra visão do Buda sentado - Museu Britânico
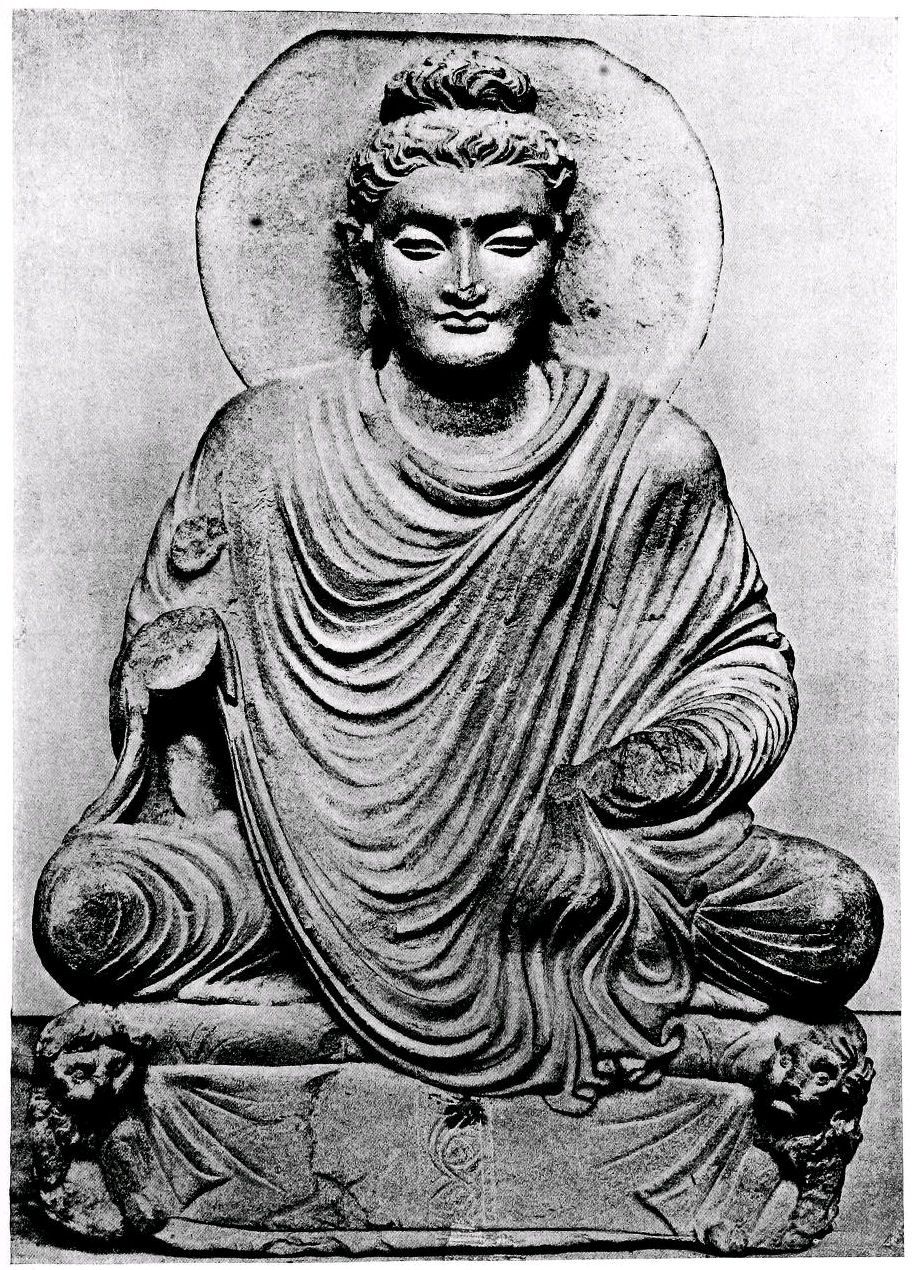
Buda sentado, Gandhara, Museu de Berlim